# La Ferté-Macé
La Ferté-Macé es una comuna nueva francesa situada en el departamento de Orne, de la región de Normandía.

## Historia
Fue creada el 1 de enero de 2016, en aplicación de una resolución del prefecto de Orne de 28 de septiembre de 2015 con la unión de las comunas de Antoigny y  La Ferté-Macé, pasando a estar el ayuntamiento en la antigua comuna de  La Ferté-Macé.

## Demografía
| Gráfica de evolución demográfica de La Ferté-Macé entre 1800 y 2014 |
|                                                                     |

Los datos entre 1800 y 2014 son el resultado de sumar los parciales de las dos comunas que forman la nueva comuna de La Ferté-Macé, cuyos datos se han cogido de 1800 a 1999, para las comunas de Antoigny y  La Ferté-Macé de la página francesa EHESS/Cassini. Los demás datos se han cogido de la página del INSEE.

## Composición
| Comuna delegada | Código INSEE | Población (2013) | Superficie (km²) | Densidad (hab./km²) |
| --------------- | ------------ | ---------------- | ---------------- | ------------------- |
| Antoigny        | 61004        | 136              | 4.82             | 28                  |
| La Ferté-Macé   | 61168        | 5661             | 27.04            | 209                 |